# Hortipes penthesileia
Hortipes penthesileia là một loài nhện trong họ Corinnidae.
Loài này thuộc chi Hortipes. Hortipes penthesileia được miêu tả năm 2000 bởi Bosselaers & Rudy Jocqué.